# جیمز آکینتوند
جیمز آکینتوند (انگلیسی: James Akintunde؛ زادهٔ ۲۹ مارس ۱۹۹۶) بازیکن فوتبال اهل بریتانیا است.
از باشگاه‌هایی که در آن بازی کرده‌است می‌توان به باشگاه فوتبال کمبریج یونایتد، باشگاه فوتبال سادبوری، و باشگاه فوتبال هیستون اشاره کرد.